# Eberstalzell
Eberstalzell – gmina w Austrii, w kraju związkowym Górna Austria, w powiecie Wels-Land. Liczy 2485 mieszkańców (1 stycznia 2015).